# Iva Holmerová
Iva Holmerová (18. října 1955, Kostelec nad Labem) je česká lékařka, která se věnuje sociálnímu lékařství, lékařské etice a gerontologii. Vede Gerontologické centrum v Praze 8 a přednáší na Fakultě humanitních studií UK.

## Život a působení
Po studiu gymnázia v Brandýse nad Labem vystudovala všeobecné lékařství na lékařské fakultě Univerzity Karlovy v Praze, během studií se vdala a měla první dceru. Dále pracovala jako sekundářka v OÚNZ Praha 9, v letech 1984–1991 v OÚNZ Mělník a pak přednášela sociální lékařství na 1. lékařské fakultě UK. Roku 1991 spoluzaložila Gerontologické centrum v Praze 8, které dosud vede, v roce 1997 se podílela na založení České alzheimerovské společnosti a od roku 2007 je předsedkyní Gerontologické a geriatrické společnosti České lékařské společnosti JEP. Působí jako proděkanka pro zahraniční vztahy UK FHS, zakladatelka Centra pro studium dlouhověkosti a dlouhodobé péče (CELLO ILC CZ), odborný garant Studií dlouhověkosti na FHS UK a jako hostující profesorka na University of the West of Scotland. Titul PhD. obhájila v oboru sociálního lékařství a habilitovala se v oboru sociální antropologie. Vedla řadu výzkumných projektů v oblasti gerontologie a publikovala několik odborných prací v ČR i v zahraničí.
V září 2020 obdržela čestné občanství MČ Praha 8. V roce 2021 začala spolupracovat s Pirátskou stranou jako konzultantka pro oblast gerontologie a dlouhověkosti. V červnu 2021 schválila sněmovna návrh nominace na udělení Medaile za zásluhy.